# Černá Louže
Černá Louže je malá vesnice, část obce Rynoltice v okrese Liberec. Nachází se asi jeden kilometr severně od Rynoltic. Černá Louže leží v katastrálním území Polesí u Rynoltic o výměře 1,96 km². Také Polesí dnes patří k Rynolticím.

## Historie
První písemná zmínka o vesnici pochází z roku 1581.

## Doprava
Vesnicí vede silnice z jižně ležících Rynoltic na sever do Hrádku nad Nisou. Silnice je zčásti značena i jako žlutá turistická trasa. Na severním konci Černé Louže je rozcestník s modrou odbočkou k Havranu a Polesí.